# 深谷知广
深谷知广（日语：／ Fukaya Tomohiro，1990年1月3日—），日本男子自行车运动员。他曾代表日本参加2018年亚洲运动会自行车比赛，获得男子个人竞速赛银牌和男子团体竞速赛铜牌。